# Corigliano Calabro
Corigliano Calabro é uma comuna italiana da região da Calábria, província de Cosenza, com cerca de 36.739 habitantes. Estende-se por uma área de 196 km², tendo uma densidade populacional de 187 hab/km². Faz fronteira com Acri, Cassano allo Ionio, Longobucco, Rossano, San Cosmo Albanese, San Demetrio Corone, San Giorgio Albanese, Spezzano Albanese, Tarsia, Terranova da Sibari.

## Demografia
| Variação demográfica do município entre 1861 e 2011                               |
|                                                                                   |
| Fonte: Istituto Nazionale di Statistica (ISTAT) - Elaboração gráfica da Wikipedia |